# 90式122毫米自行火箭炮

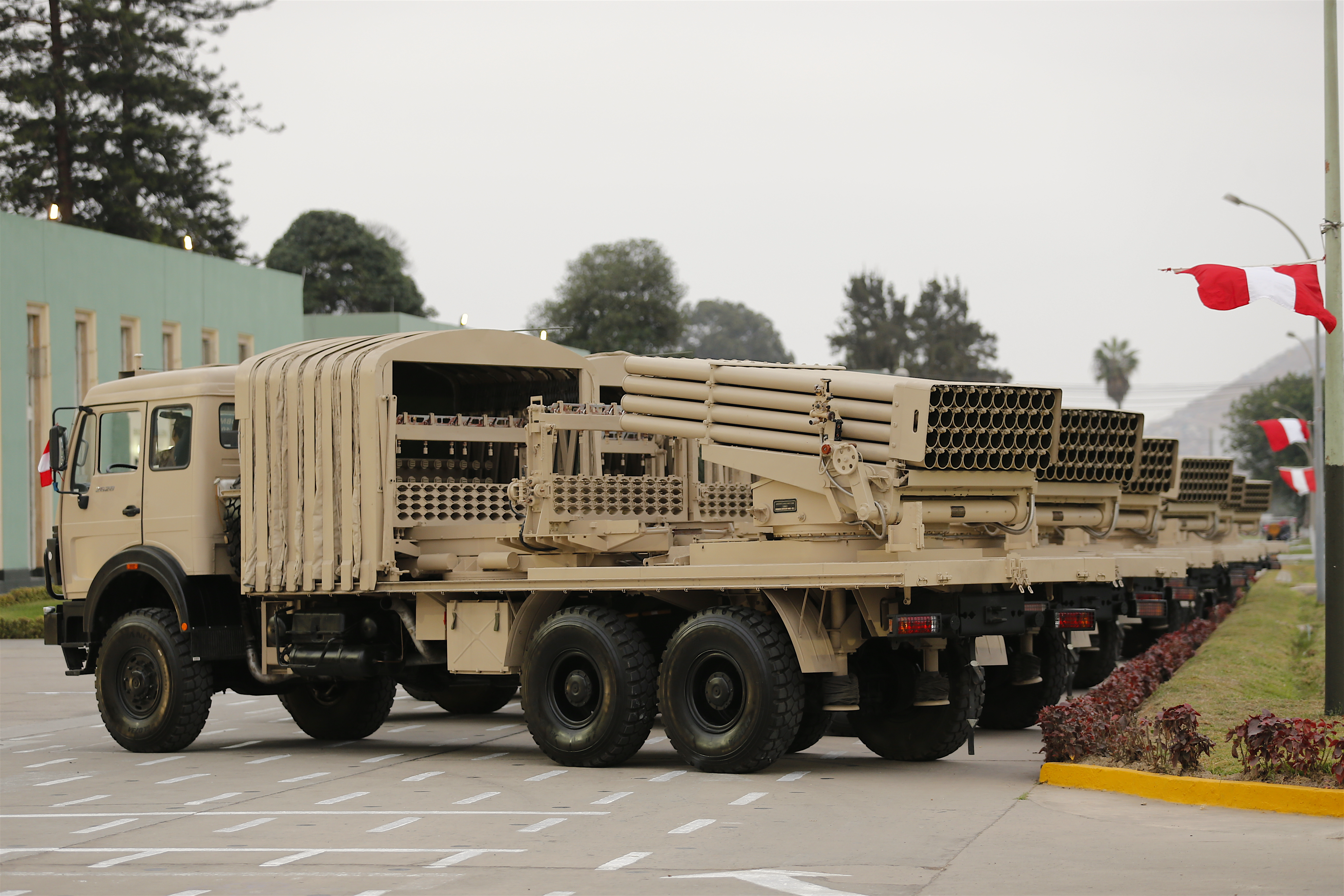
90B 122毫米自行火箭炮

90式122毫米火箭炮是中国于20世纪90年代研制的一款轮式自行多管火箭炮车。该火箭炮为中国北方工业公司推出的外贸出口型号，并未见到批量列装中国军队。据报道该炮曾出口到阿曼。

## 概貌
该炮可视为PHZ-89自行火箭炮的40管122毫米火箭定向发射器及其自动装弹系统的简化版装在7.5吨级的“铁马XC2200”型6×6六轮越野卡车上而成。总体方案类似捷克斯洛伐克制RM70型火箭炮视不同弹种最大射程20~40公里。。带有伸缩式篷布架，行军状态时可伸展可伸展覆盖偽裝车体。后续的改进型换用不同的卡车底盘以及改进火控系统。
在车体后部装有40管122毫米火箭定向发射器，在发射器与车首驾驶室之间有40发备弹弹架及装弹机，可以自动装弹，总携弹量40+40发，配用122毫米口径各種彈藥低速旋转尾翼稳定火箭弹
- 高爆弹
- 钢珠高爆杀伤弹
- 高爆燃烧弹
- 子母弹
- 反坦克布雷弹

整个武器系统包括
- 发射车
- 弹药运输车
- 指挥车
- 前沿观察车
- 气象雷达车
- 维修车